# Tunezja na Mistrzostwach Świata w Lekkoatletyce 2009
Tunezja na Mistrzostwach Świata w Lekkoatletyce 2009 – reprezentacja Tunezji podczas czempionatu w Berlinie liczyła 4 sportowców.

## Występy reprezentantów Tunezji

### Mężczyźni
- Chód na 20 km
  - Hassanine Sbai z czasem 1:22,52 zajął 19. miejsce

- Rzut oszczepem
  - Mohamed Ali Kebabou z wynikiem 68,75 zajął 40. miejsce w eliminacjach i nie awansował do finału

### Kobiety
- Bieg na 3000 m z przeszkodami
  - Habiba Ghribi czasem 9:12,52 ustanowiła rekord Tunezji i zajęła ostatecznie 6. miejsce w finale

Chód na 20 km
- - Chaima Trabelsi z czasem 1:39:50 zajęła 31. miejsce